# علي زولالوف
علي عبدول أغلو زلالوف (بالأذرية: Əli Zülalov) - مغني الأوبرا أذربيجاني السوفيتي تينور. تكريم الفنان في جمهورية أذربيجان الاشتراكية السوفيتية (1940).

## حياته
ولد علي زلالوف في 1893 بمدينة شوشا. بعد وفاة والده في 1893 اعتنى علي وشقيقه الأصغر قمبار برعاية عمه عبد الباقي معروف بأسم بولبولجان.
إنتقل علي زلالوف إلى باكو في 1914 وبدأ عمل في متجر حرفة يدوية لأشقاء وليخانوف.
ظهر لأول مرة في أوبرا «أرشين مال ألان» لعزير حاجبايوف في دور «جولجوهرى».
حصل علي زلالوف على وسام شارة الشرف لدور مولا موتاليم في أوبرا «نرجيز» لعبد المسلم ماقوماييف في 1938.
في 1940 تم منح علي زلالوف اسم تكريم الفنان لجمهورية أذربيجان الاشتراكية السوفيتية.
منذ 1956 عمل علي زلالوف عازفا منفردا في مسرح أكاديمية دولة أذربيجان للأوبرا والباليه.
توفى علي زلالوف في 10 يناير عام 1963 في باكو.

## أدواره
- «أرشين مال علان» لعزير حاجبايوف - جولجوزهرى
- «نرجيز» مسلم ماقوماييف - مولى موتاليم
- «ليلى و مجنون (أوبرا)» لعزير حاجبايوف - والد ليلي، زيد
- «كوروغلو (أوبرا)» لعزير حاجبايوف - إحسان باشا، فتالي خان
- «أصلي وكرم (أوبرا)»لعزير حاجبايوف - كاهن
- «عشيق قريب» لزولفوقار حجيبايوف - شاهولاد
- «شاه إسمعيل» لمسلم ماقوماييف - أبو حمزة

## جوائزه
- وسام شارة الشرف (1938)
- تكريم الفنان في جمهورية أذربيجان الاشتراكية السوفيتية (1940)